# Доблесть (фильм, 2009)
«Доблесть» (там. பேராண்மை; Peranmai) — индийский фильм, приключенческий боевик 2009 года на тамильском языке. Режиссёр и автор сценария С.П. Джананатхан, производство компании Ayngaran International Films. Главного положительного и главного отрицательного персонажа сыграли Джаям Рави и Роланд Кикингер соотвественно, второстепенные роли сыграли Понваннан, Вадивелу и Урваши. Сюжет создан по мотивам советского фильма «А зори здесь тихие» 1972 года.
Фильм вышел во всемирный прокат 16 октября 2009 года. Фильм дублирован на хинди под названием Kasam Hindustan Ki (2011) и на телугу под названием Ranadheera.
Права на спутниковое вещание закреплены за компанией Sun TV. Индийское управление цензуры выдало фильму сертификат «U/A».

## Сюжет
На космодроме Валли-Малая, затерянном в джунглях, индийцы готовятся к запуску новейшего спутника, что сразу выдвинет Индию в число ведущих космических держав. Отряд девушек из женского колледжа прибывает для прохождения военной подготовки в филиал военного колледжа, расположенный в джунглях. По дороге они проезжают через деревню местного племени. Охотник Дуруван ловит в лесу тигра-людоеда, и по случаю избавления от страшной угрозы племя устраивает праздник. Девушки фотографируют как Дуруван принимает отёл у коровы. К их большому удивлению и негодованию лесничий Дуруван оказывается инструктором школы. Недовольные тем, что их обучает человек из низшей касты, пятеро заводил - Калпана, Аджита, Сушила, Дженнифер и Туласи, несмотря на доброжелательное отношение Дурувана, пишут жалобы, устраивают каверзы: похищают пистолет инструктора, Дженнифер появляется голой перед воспитательницей мадам Викторией, заявив, что её подговорил Дуруван. Однако Аджита начинает испытывать чувства к Дурувану и сознаётся, что взяла пистолет, обман вскрывается, мадам Виктория заставляет пятёрку извиниться перед лесничим при всех.
Несмотря на все их поступки, Дуруван отбирает именно эту пятёрку для похода в джунгли. Во время остановки у поста расшалившаяся Туласи пересаживается за руль и нечаянно направляет джип под откос. Дурувану и девушкам едва удаётся спастись самим и снять снаряжение, прежде чем машина падает в пропасть. Лесничий понимает, что они не успеют вернуться до темноты и решает заночевать в лесу. Калпана замечает двоих вооружённых мужчин европейского вида в военной форме, которые судя по разговорам направляются на запад. Дуруван понимает, что это наёмники, целью которых является срыв запуска индийского спутника. Он решает перехватить иностранцев и приказывает кадетам идти в лагерь, но охваченные патриотизмом девушки отказываются, заявив, что защитят Индию даже ценой своей жизни. Дуруван проводит свой отряд одному ему известной дорогой через топкое озеро и опережает наёмников. Однако к месту засады выходят не двое, а 16 наёмников, несущих два контейнера. Дуруван понимает, что они идут в Тамил-Малаи, близ индийского космодрома, и в открытом бою их не остановить. Он отправляет Аджиту за помощью, а с остальными девушками имитирует лесоразработки у переправы.
Командир Андерсон посылает через реку двоих разведчиков, а за ними ещё троих, но индийцам удаётся уничтожить четырёх из пяти. После доклада выжившего разведчика наёмники идут на прорыв, но Дуруван минирует дорогу, погибает ещё один наёмник. Пока Андерсон и его заместитель разминируют дорогу, индийцы тайком убивают двоих часовых и похищают контейнер, но в нём оказывается не ракета, а оружие. Андерсон посылает четырёх человек отнести контейнер на позицию и вступает с остальными в открытый бой с отрядом Дурувана. Лесничему и девушкам удаётся истребить наёмников. Уцелевший Андерсон подманивает и убивает Сушилу, после чего уходит к позиции, где вместе с ракетчиком подготавливает ракету к запуску. Похоронив подругу, индийцы уничтожают троих наёмников Андерсона. Заместитель Андерсона вызывает Дурувана на поединок, лесничий побеждает и подвергнув наёмника пыткам, заставляет вызвать Андерсона. Добив наёмника камнями, девушки спешат к стартовой позиции, убивают ракетчика и пытаются отменить запуск.
Руководитель филиала колледжа Ганапати с солдатами отправляются на поиски. Найдя одежду девушек, они решают, что Дуруван — убийца и насильник. Солдаты разоряют деревню Дурувана и изгоняют жителей. Они находят тело Аджиты, утонувшей при переправе через топкое озеро. Ганапати выбивает из комиссара разрешение стрелять в Дурувана. Лесничему удаётся разоружить Ганапати, упавший в овраг начальник видит тела наёмников и вызывает подмогу. Дуруван в поединке убивает Андерсона и спешит к девушкам. Им удаётся перенаправить ракету на отдалённый лес. Запуск индийского спутника происходит успешно. Ганапати «забирает» себе всю славу победителя отряда наёмников и получает за это награду. Погибшие Аджита и Сушила, становятся национальными героинями Индии. Мать Сушилы рассказывает журналистам, что назвала свою дочь в честь её бабушки, которая в своё время отбывала заключение в тюрьме за участие в народно-освободительном движении Индии. Родственники Аджиты говорят журналистам, что, несмотря на великую скорбь, они гордятся Аджитой, ведь она отдала жизнь за свою Родину. Уезжая, девушки видят, как Дуруван тренирует новую группу кадетов, они вспоминают своих погибших подруг.

## В ролях
- Джаям Рави — Дуруван
- Васундара Кашьяп — старший капрал Калпана
- Саранья — рядовой Аджита
- Дхансика — капрал Дженнифер
- Варша Ашвати — рядовой Туласи
- Лияшри — рядовой Сушила
- Роланд Кикингер — Андерсон, командир наёмников
- Понваннан — глава колледжа Ганапати Рам
- Вадивелу — администратор Сусай
- Урваши — мадам Виктория
- Троцкий Маруду — учёный
- Свилен Камбуров — Бенни

## Саундтрек
Продюсер — Видьясагар. Альбом вышел 18 сентября 2009 года
Все тексты написаны тамильским поэтом Вайрамутху.
| №  | Название             | Исполнители                     | Длительность |
| -- | -------------------- | ------------------------------- | ------------ |
| 1. | «Kaattu Puli Adichu» | Kay Kay и Джасси Гифт           |              |
| 2. | «Kaadu Kaalai Katta» | Мадху Балакришнан               |              |
| 3. | «Yera Thala»         | Садхана Саргам                  |              |
| 4. | «When The Boys»      | Сония Ирабар и Sianed Jones     |              |
| 5. | «Thuppaaki Penne»    | Pop Shalini, Мегха, Febi и SuVi |              |

## Критика
В обзоре на сайте Sify.com отмечено, что это «реалистичный фильм с моральным содержанием, потрясающим и реалистичным кульминационным моментом», также была похвалена игра Джаяма Рави.
Павитра Шринивасан с сайта Rediff.com заключила «подобные фильмы выезжают на персонажах и их противостоянии… но С. П. Джананатхан вложил в него столько банальности, морали и политики, что он по неосторожности оказался смешным».
В отзыве для The Times of India в качестве достоинств фильма названы: удачные эпизоды рукопашных схваток, искусное планирование, впечатляющие кадры и отсутствие нелогичной любовной линии.